# CaixaForum Zaragoza
CaixaForum es un centro cultural gestionado por la Fundación "la Caixa". Está pensado para todos los públicos, con exposiciones principalmente temporales y ofrece una amplia oferta cultural, artística y educativa. Dispone de un auditorio para 250 personas, dos salas grandes de exposiciones, de 760 y 438 metros cuadrados, un espacio polivalente, tres aulas, una librería, una cafetería, un espacio educativo y una terraza-mirador.
CaixaForum Zaragoza forma parte de una red de centros CaixaForum que se extiende por varios puntos de la geografía española: CaixaForum Madrid, CaixaForum Barcelona, CaixaForum Sevilla, CaixaForum Palma, CaixaForum Gerona, CaixaForum Lérida, CaixaForum Tarragona, CaixaForum Valencia y CaixaForum Macaya.

## Fundación ”la Caixa”
La Fundación ”la Caixa” ha recuperado edificios de gran interés arquitectónico en las principales ciudades del país para convertirlos en centros de divulgación cultural: una apuesta por el arte y la cultura como fuente de desarrollo personal y social que aporta a las ciudades un punto de encuentro entre conocimiento, personas y espacios dinámicos para todas las edades. 

## Exposiciones y actividades culturales
CaixaForum Zaragoza es un contenedor de cultura porque, además de exposiciones, acoge conferencias, talleres, seminarios, proyecciones, conciertos, espectáculos. Se configura así el concepto de centro cultural anglosajón. Todo convive y permite una gran variedad de públicos. El acceso a las salas de exposiciones es de pago. El resto del edificio se puede visitar gratis. La entrada general tiene un precio de 6€, mientras que los menores de 16 años y los clientes de CaixaBank tienen el acceso gratuito.

## El edificio
Inaugurado en el 2009, el proyecto se emplazó en unos terrenos pertenecientes a la antigua estación de ferrocarriles de El Portillo que, durante años, habían separado la ciudad en dos partes. 
Ahora, este edificio vanguardista ideado por la arquitecta Carme Pinós rompe esta frontera invisible con nuevos espacios públicos y se proyecta como uno de los edificios más modernos de la capital aragonesa.
El 21 de septiembre de 2010, el alcalde de Zaragoza, Juan Alberto Belloch y el presidente de ”la Caixa”, Isidro Fainé, colocaron la primera piedra de este equipamiento enmarcándose en la zona conocida como Milla Digital. La construcción se inició en diciembre de 2010 y se terminó en marzo de 2014. El 27 de junio de 2014 se procedió a su inauguración.

En diciembre del 2013 fue ganador de los Premios de Ingeniería ACHE en la categoría de edificación, organizados por la Asociación Científico-Técnica del Hormigón Estructural.
Es un gran edificio singular con una superficie total construida de 7062 m² distribuida en 6 plantas. El edificio se desdobla en dos estructuras geométricas elevadas de gran tamaño, de hormigón estructural, y se soporta en grandes pilares encofrados de hierro macizo.
Su estructura tiene una clara forma arbórea, que dota de vitalidad un edificio totalmente formado de hormigón y acero. La planta baja hace la función de tronco, mientras que las plantas superiores simulan la copa.
Las fachadas están revestidas con placas de aluminio perforado y y decoradas con motivos orgánicos que dotan el edificio de una naturaleza de tamaño colosal. Están realizadas por la empresa aragonesa Arasaf Industrial, ubicada en Cadrete (Zaragoza) y la mayoría de las 1600 chapas perforadas de aluminio son diferentes en sus dimensiones, corte, punzonado, perforado y motivos artísticos. 
El cristal, los ventanales y la luz son elementos clave en la iluminación exterior del edificio. Las hojas que forman la parte exterior se iluminan con ledes de color azul situados en el dorso de las placas de aluminio y hacen lucir el edificio de una forma muy elegante al anochecer.
El edificio está distribuido en seis plantas:
- Primer sótano: Auditorio, sala VIP y foyer del Auditorio
- Planta Baja: tienda, hall y taquillas
- Entreplanta: sala polivalente y pequeño mirador
- Planta 1.ª: Sala de exposiciones 1.
- Planta 2.ª: Sala de exposiciones 2., Aulas, Espacio familiar y educativo.
- Planta 3.ª: Cafetería, restaurante, mirador y oficinas.

La arquitecta Carme Pinós Desplat proyectó el edificio CaixaForum Zaragoza. Tras alcanzar un reconocimiento internacional junto con Enric Miralles, Carme Pinós fundó su propio estudio en 1991, tomando bajo su cargo proyectos como la Escuela-Hogar de Morella (Premio Nacional de Arquitectura del Consejo Superior de Arquitectos de España, 1995). Entre sus obras destacan la Pasarela Peatonal de Petrer (Alicante), la Torre Cube en Guadalajara (México), que fue finalista en la Bienal Iberoamericana de Arquitectura en 2006 y Primer Premio de la Bienal Española de Arquitectura en 2007. Una maqueta de la Torre Cube fue adquirida para la colección permanente del MOMA en 2008.
El arquitecto responsable del proyecto fue Samuel Arriola y colaboraron los arquitectos Elsa Martí, Alberto Feijoo, Teresa Lluna, Alejandro Cano y Holger Hennefarth.

### Colaboradores
- Estructuras: BOMA Impasa S.L., Robert Brufau, Clara Bretón.
- Instalaciones y arquitectura temática: INDUS Ingeniería y Arquitectura.
- Instalaciones: Pedrerol.
- Dirección ejecutiva: Joan Mas.
- Energía y sostenibilidad: Belén García.
- Ingeniería legal: Albert Olivas.
- Acústica: Higini Arau.
- Project Manager: IDOM Ingeniería y Consultoría.
- Constructora: UTE FORUM ZARAGOZA (Dragados-Arascón).

## Galería de imágenes

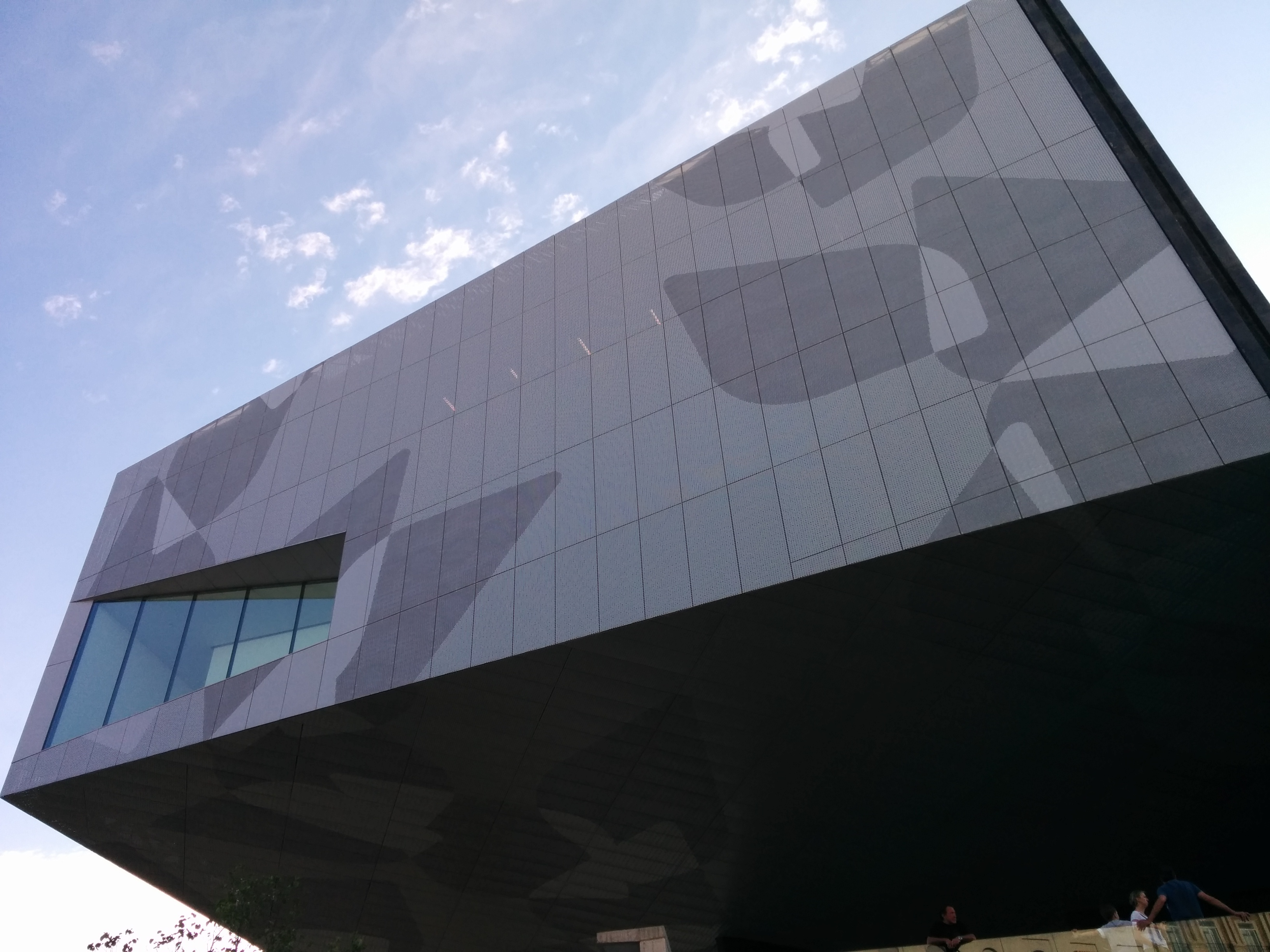
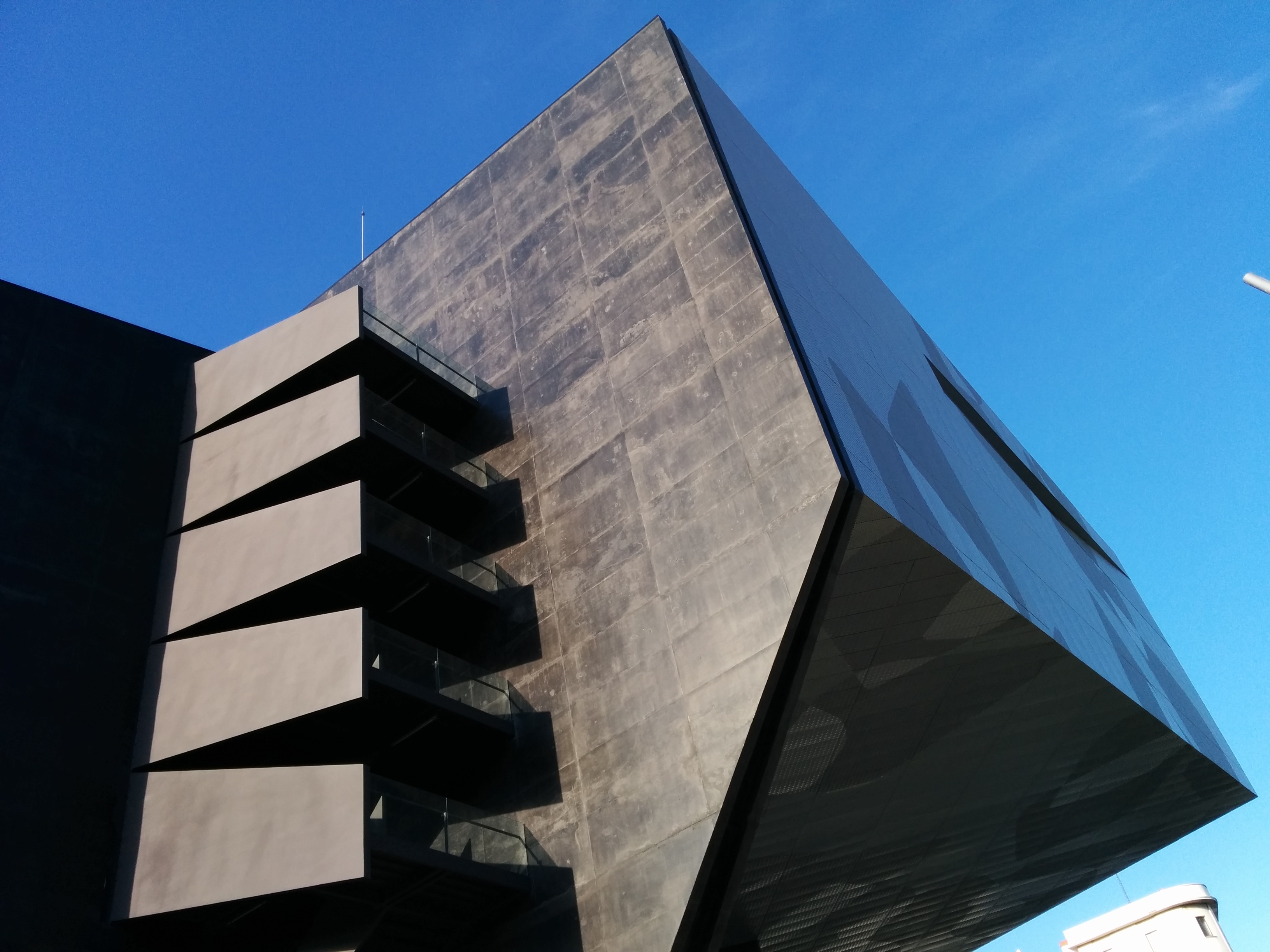
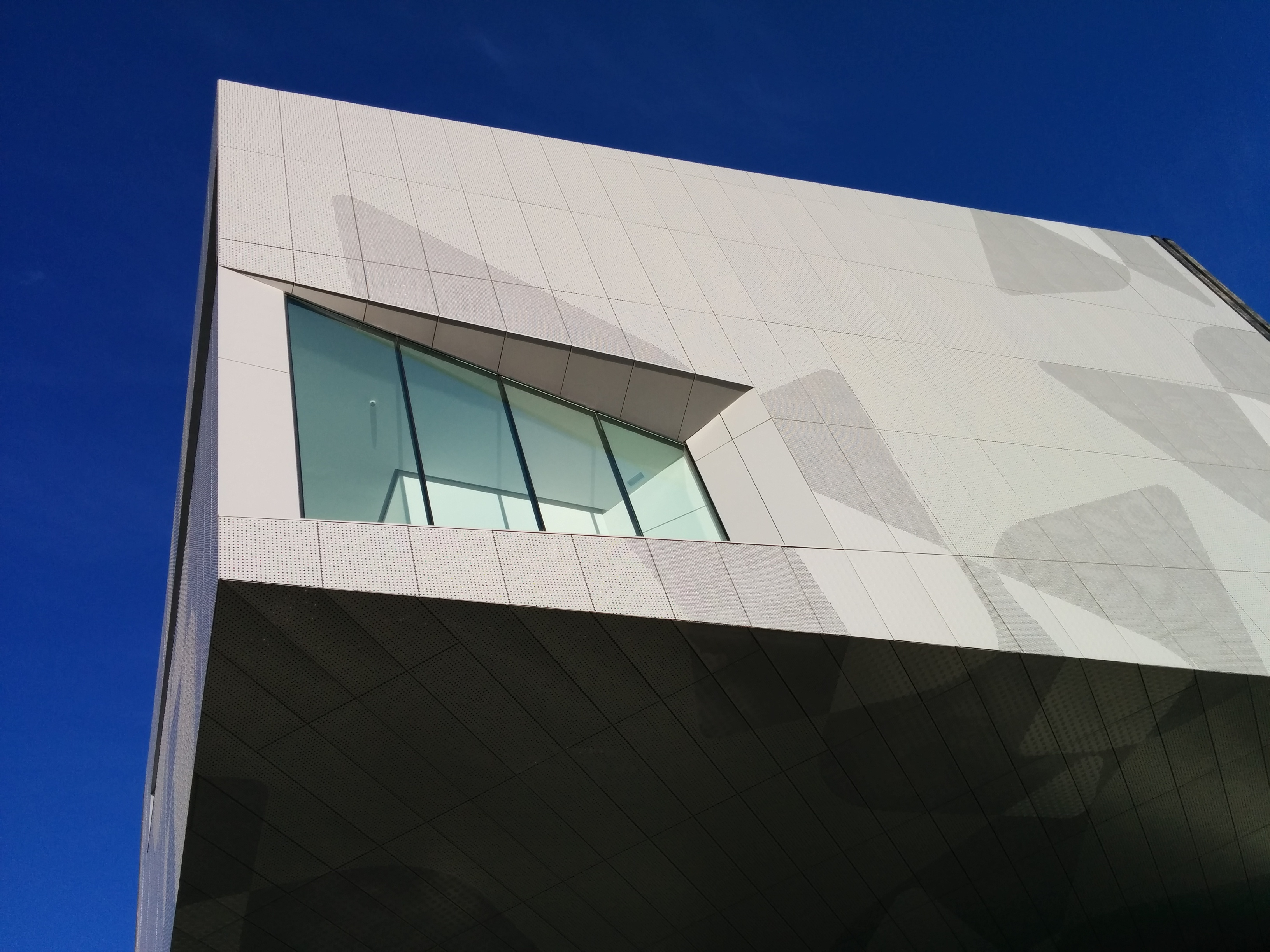
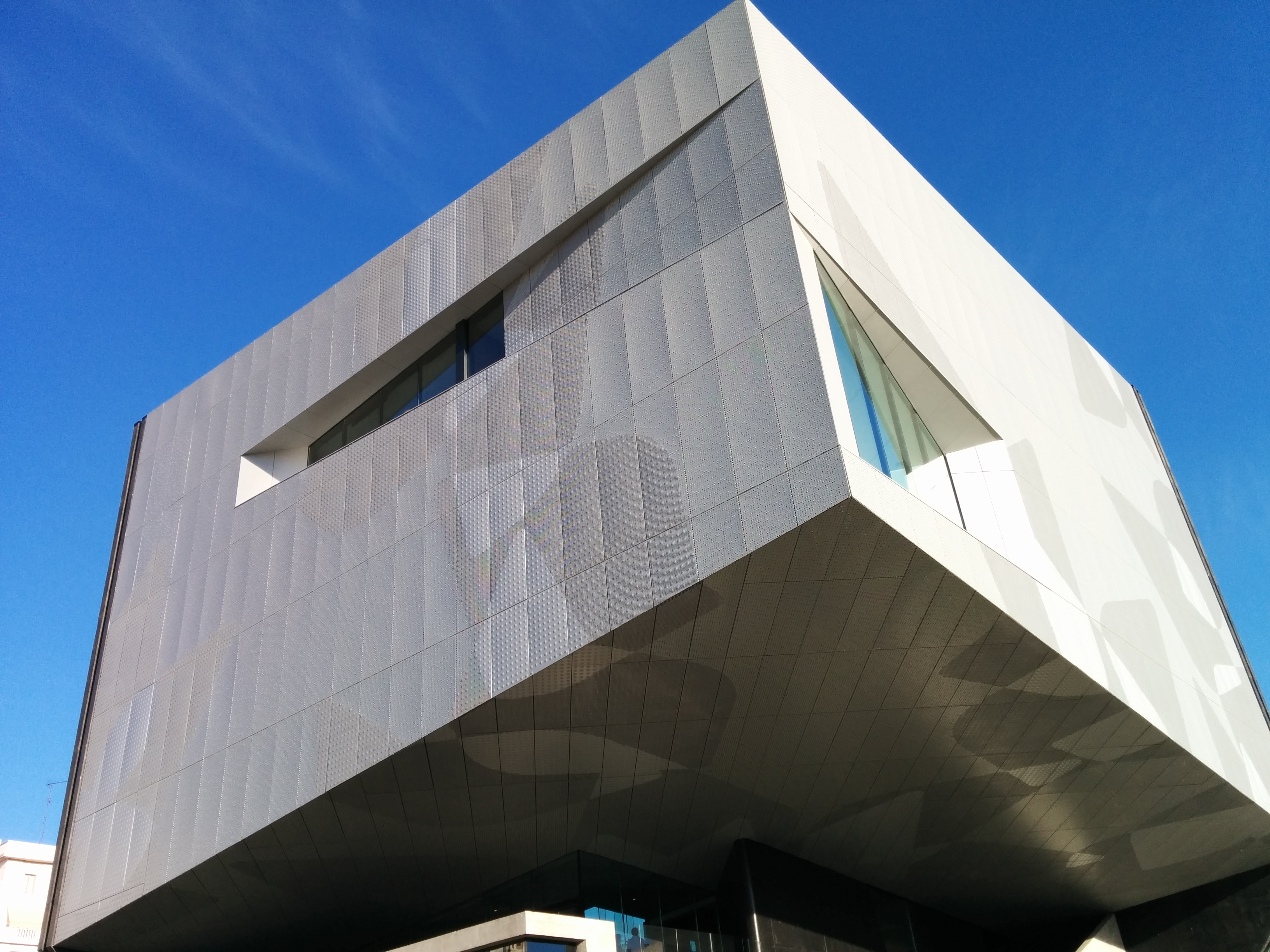
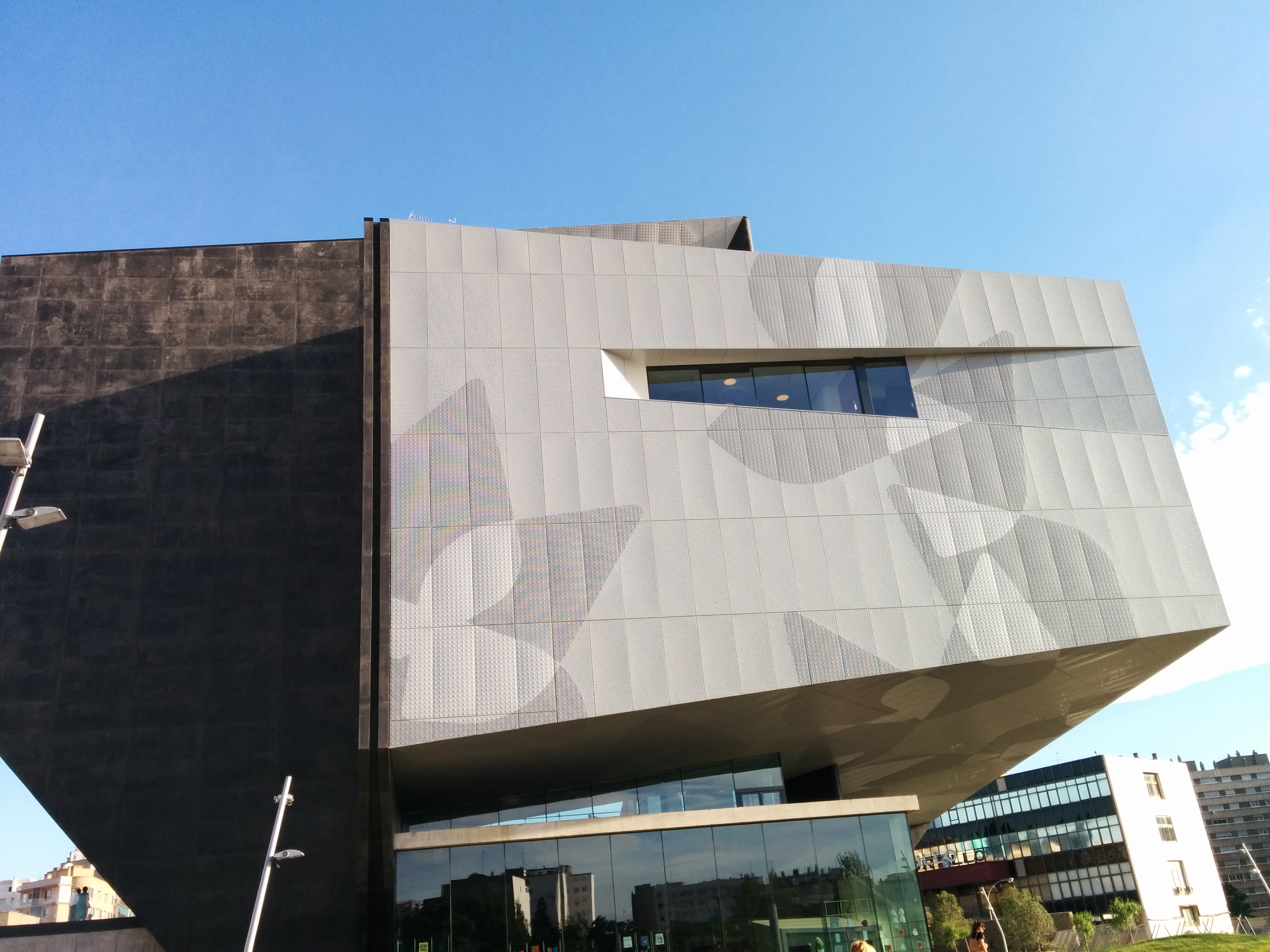
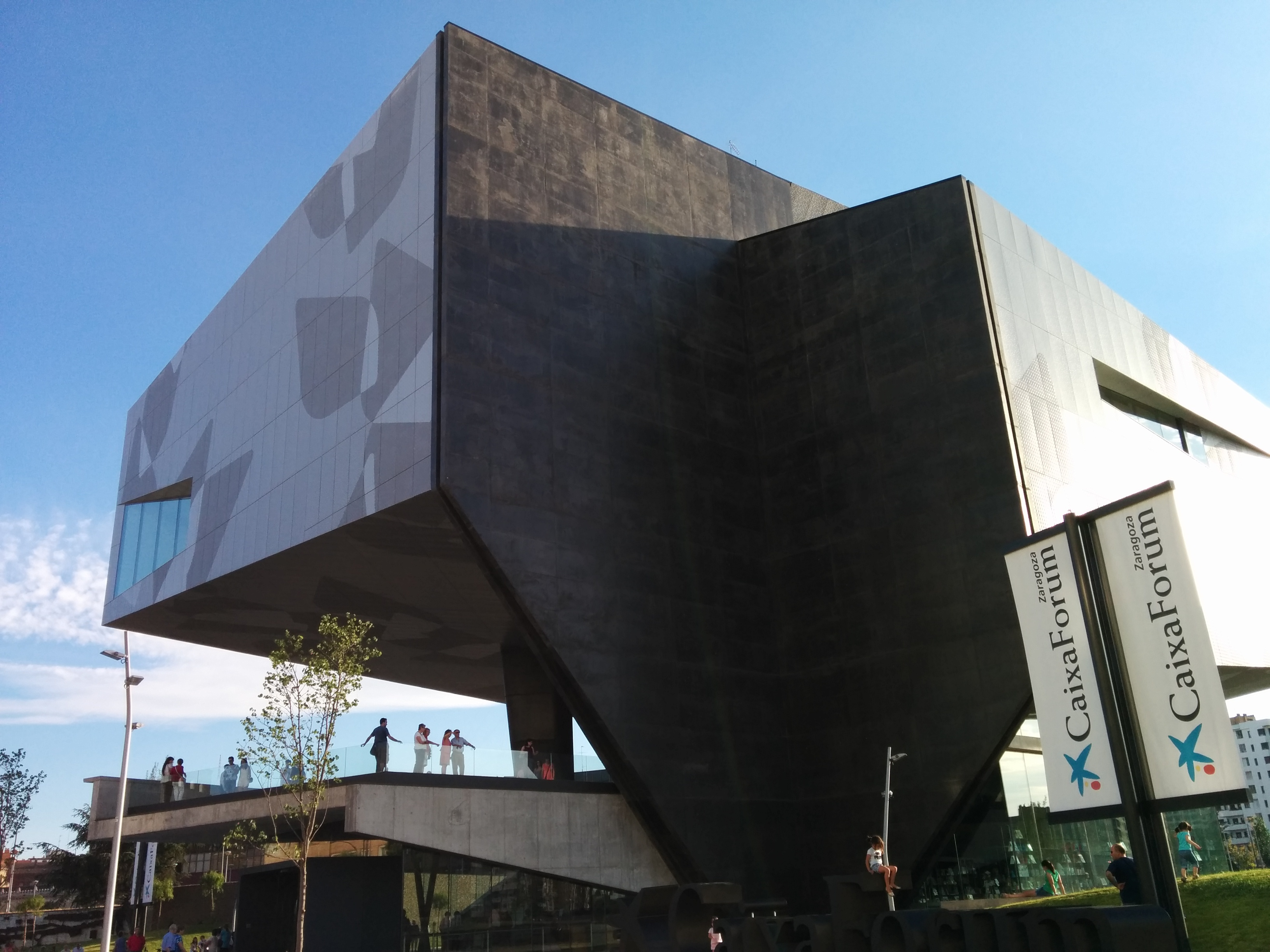
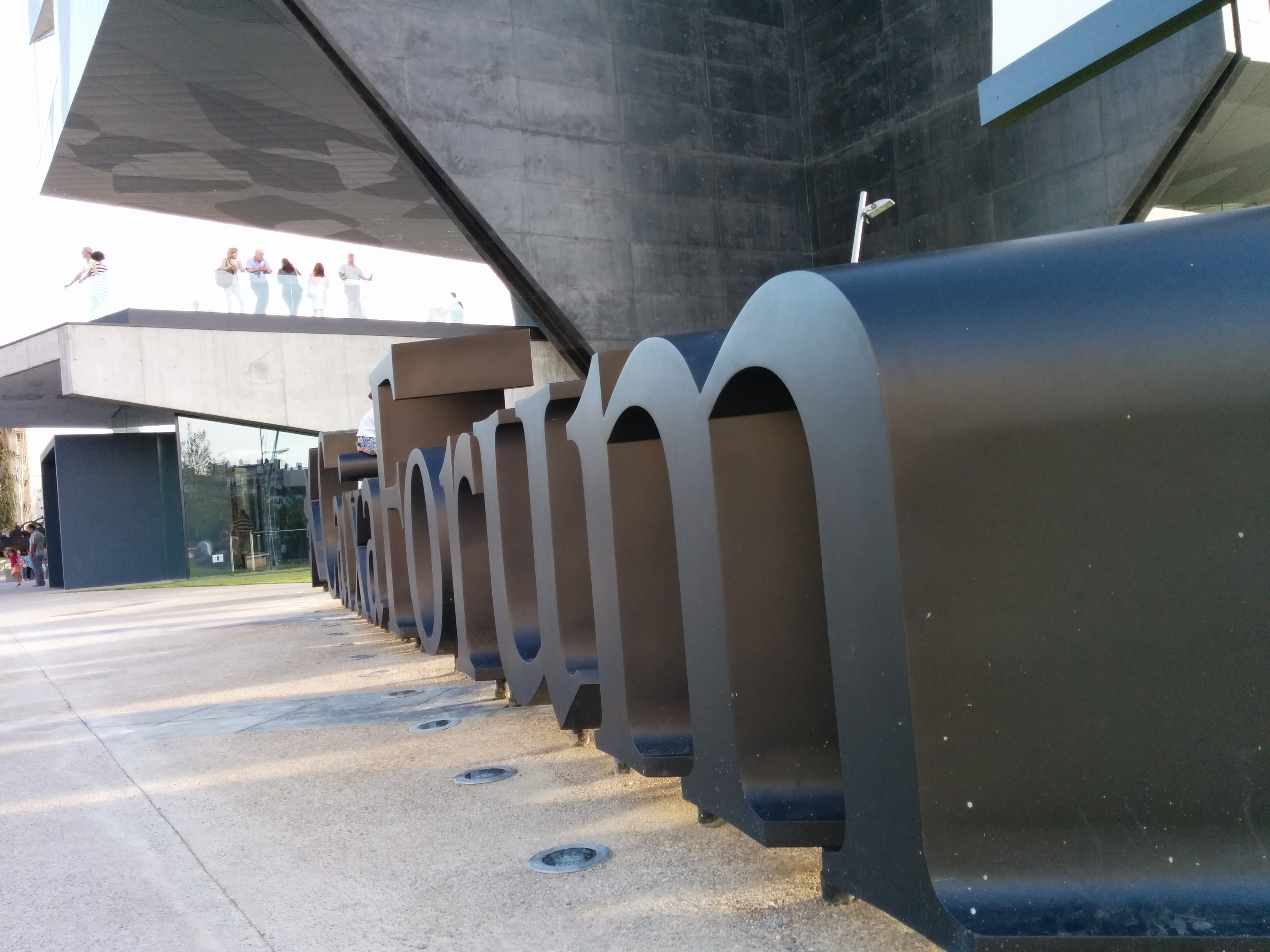
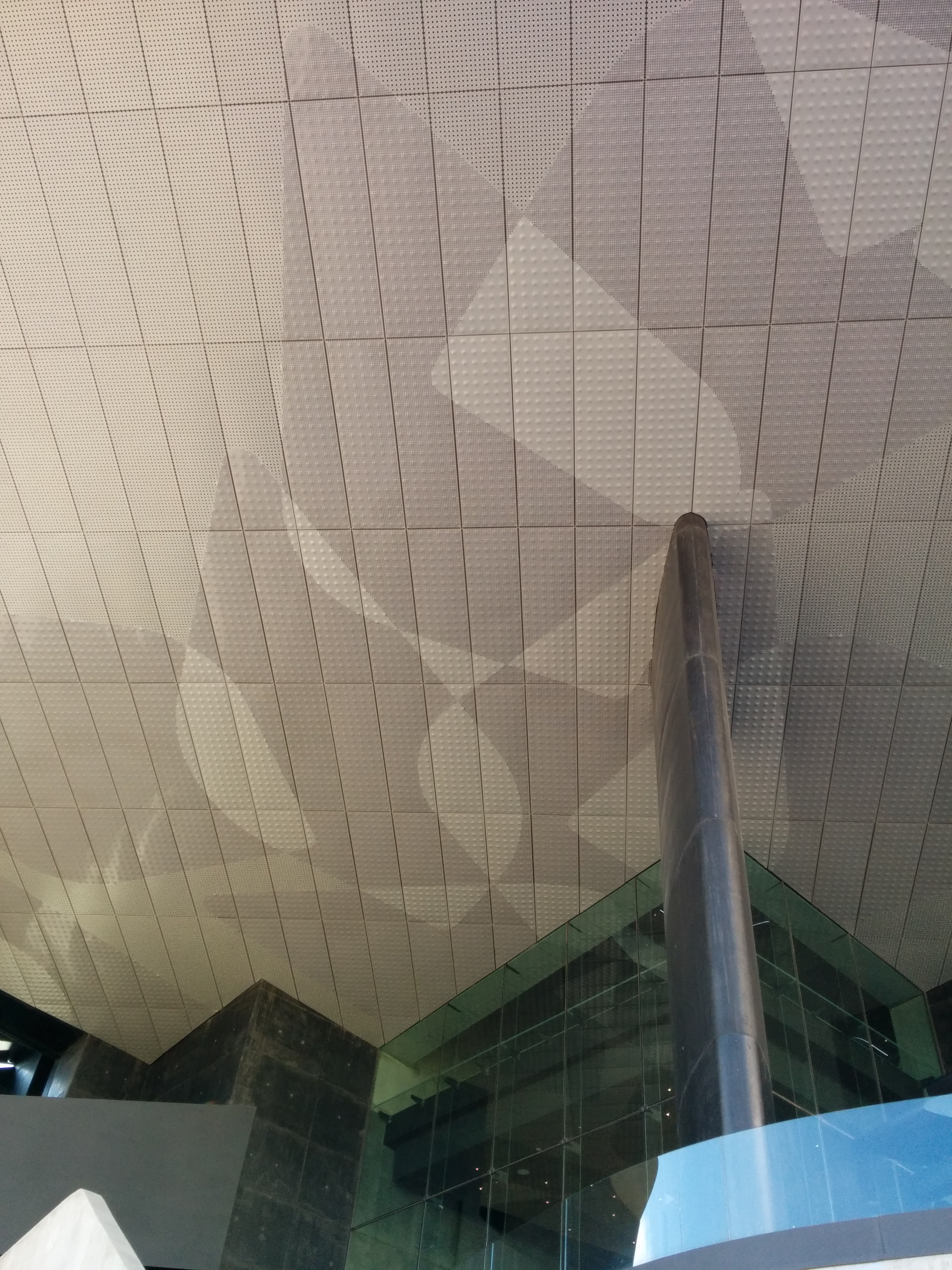
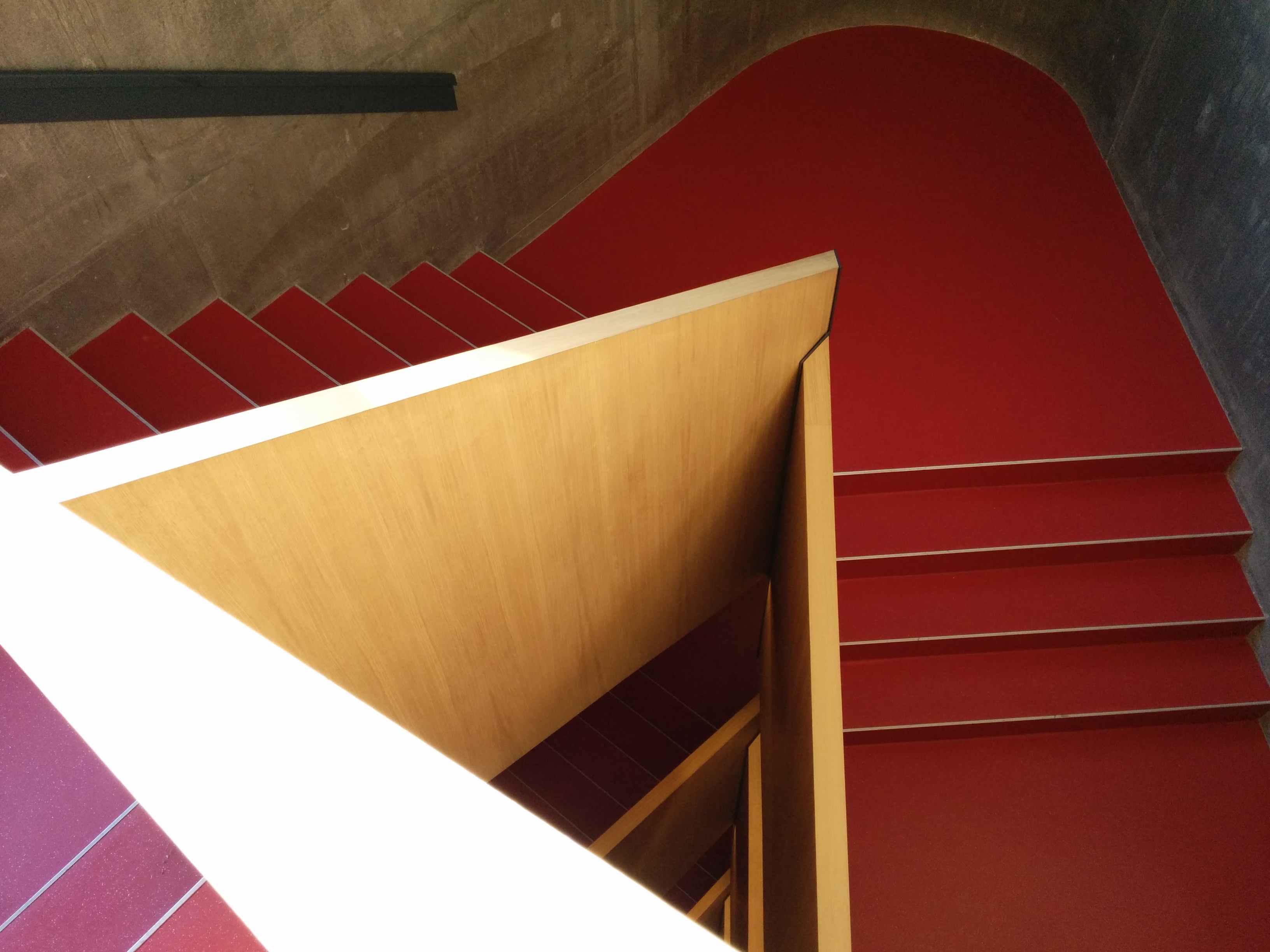
Escaleras interiores
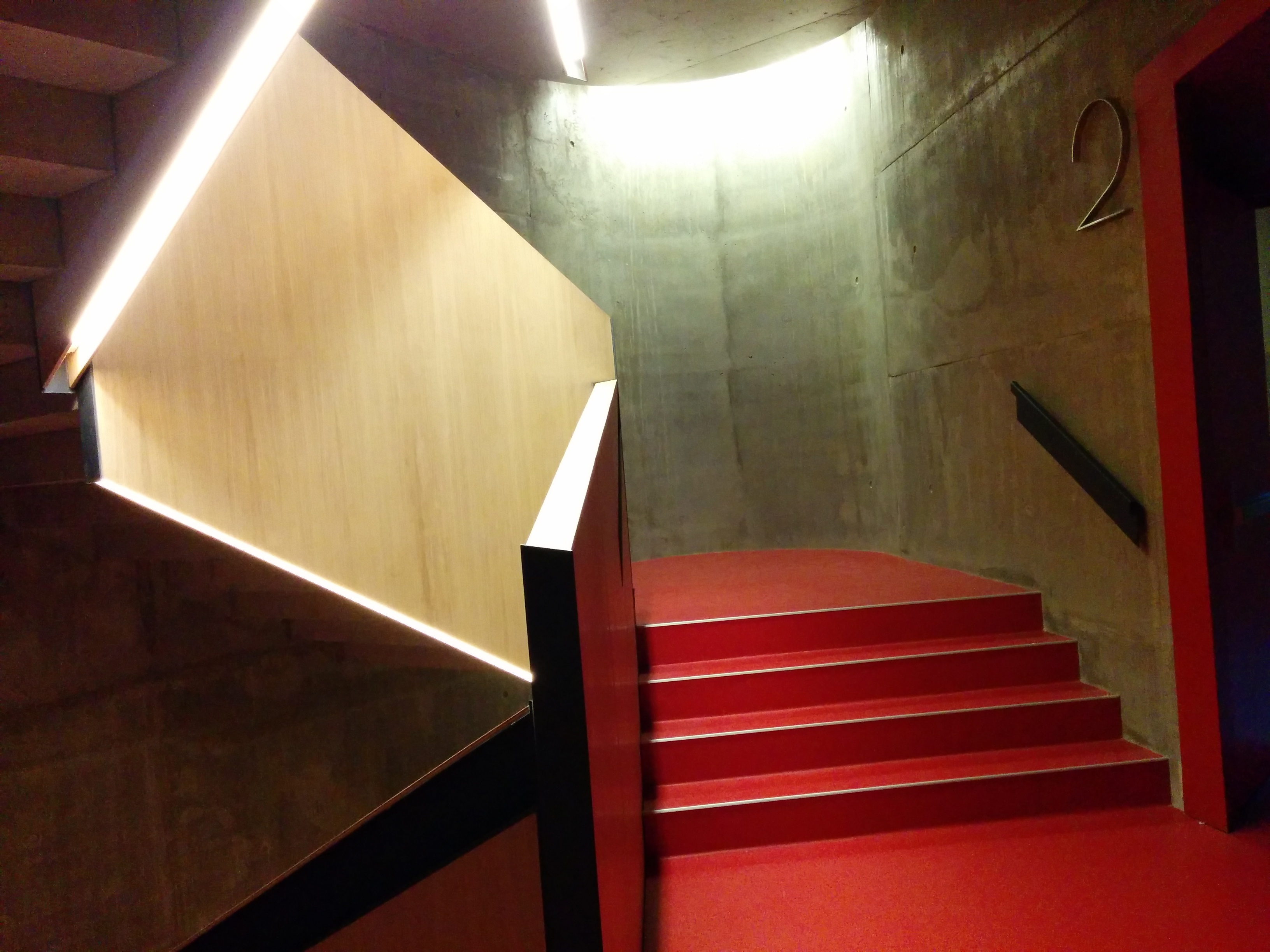
Escaleras interiores
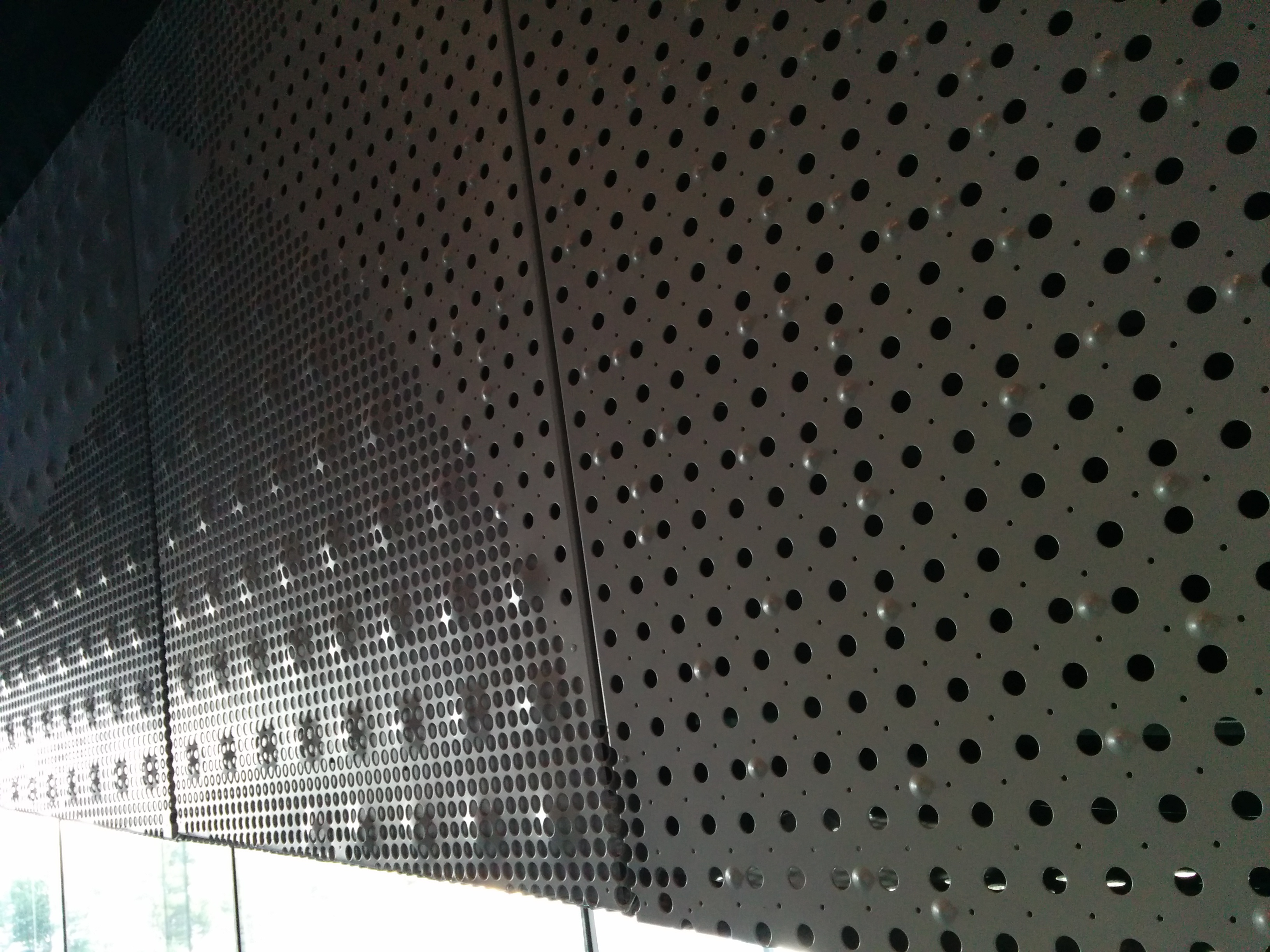
Placas de aluminio perforadas
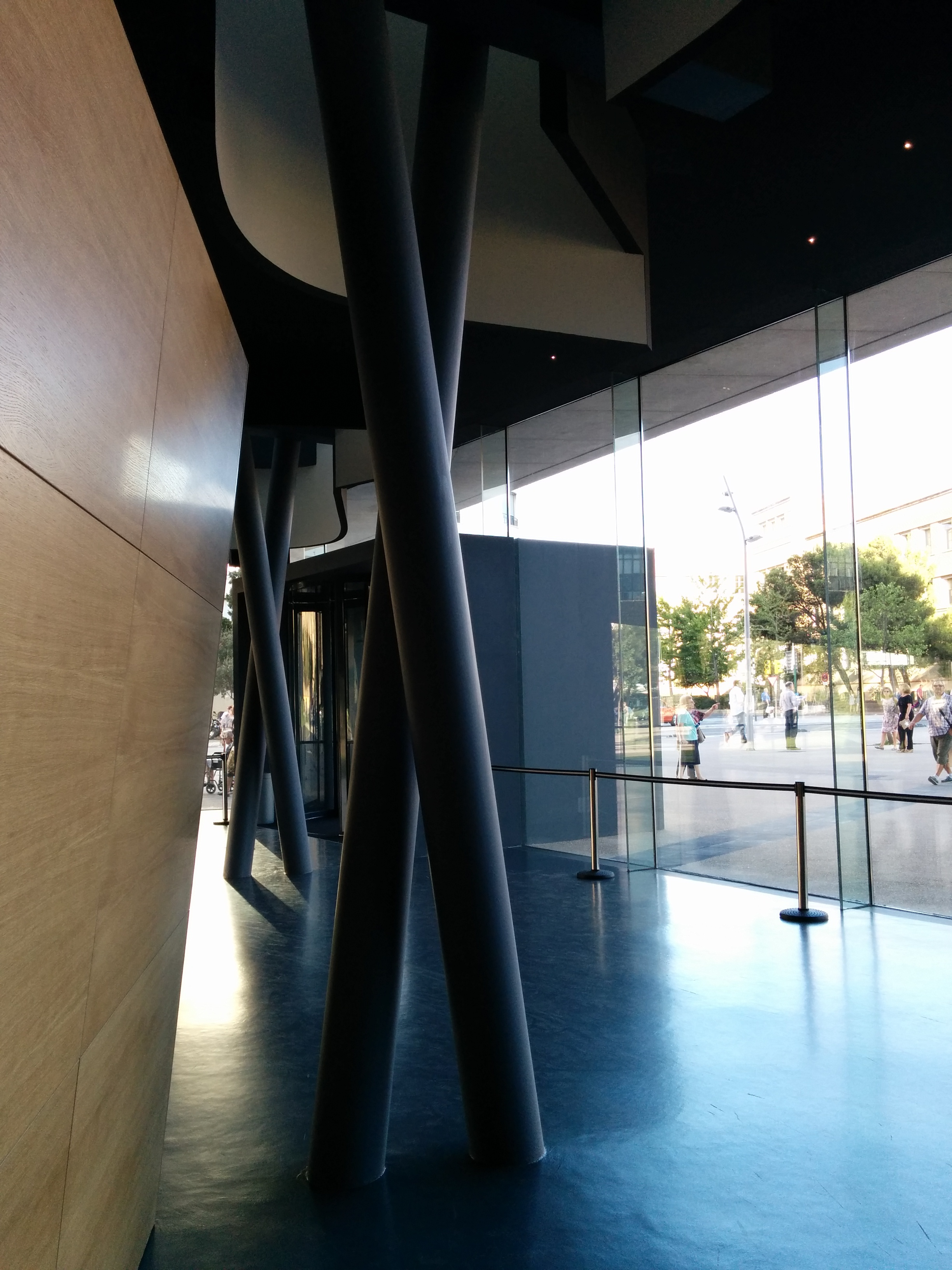
Columnas "bailarinas"
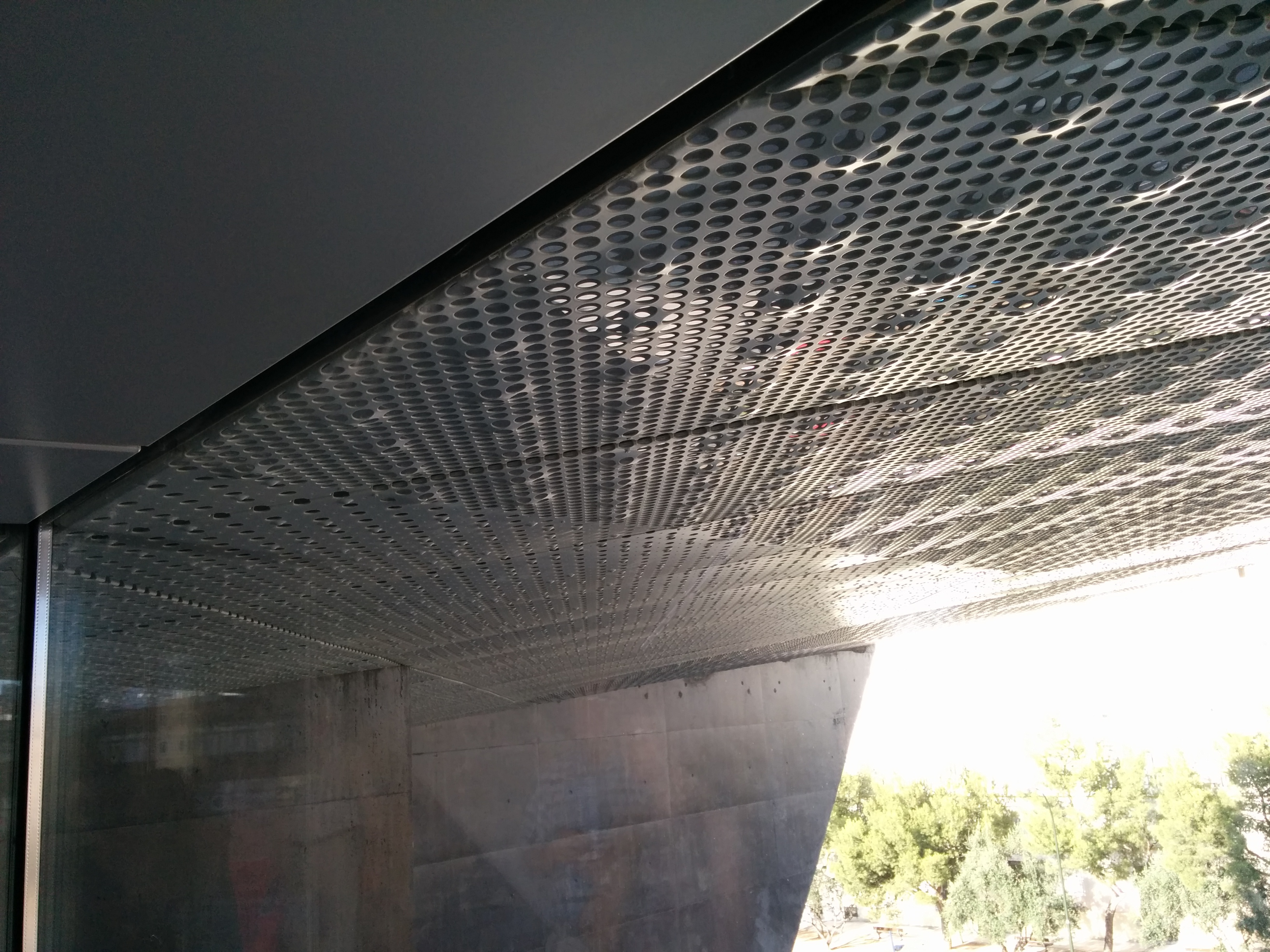
Placas de aluminio perforadas
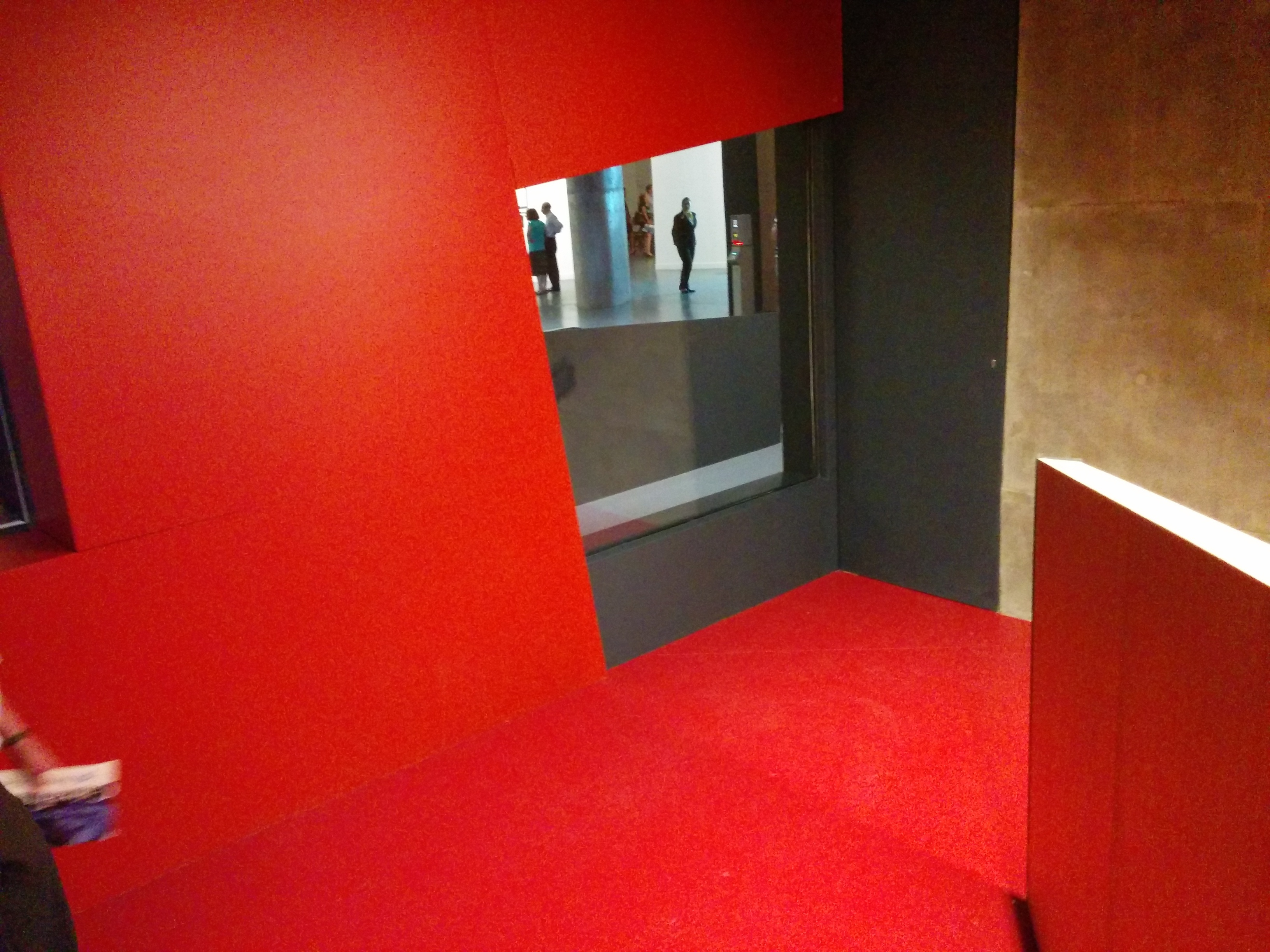
Escaleras interiores
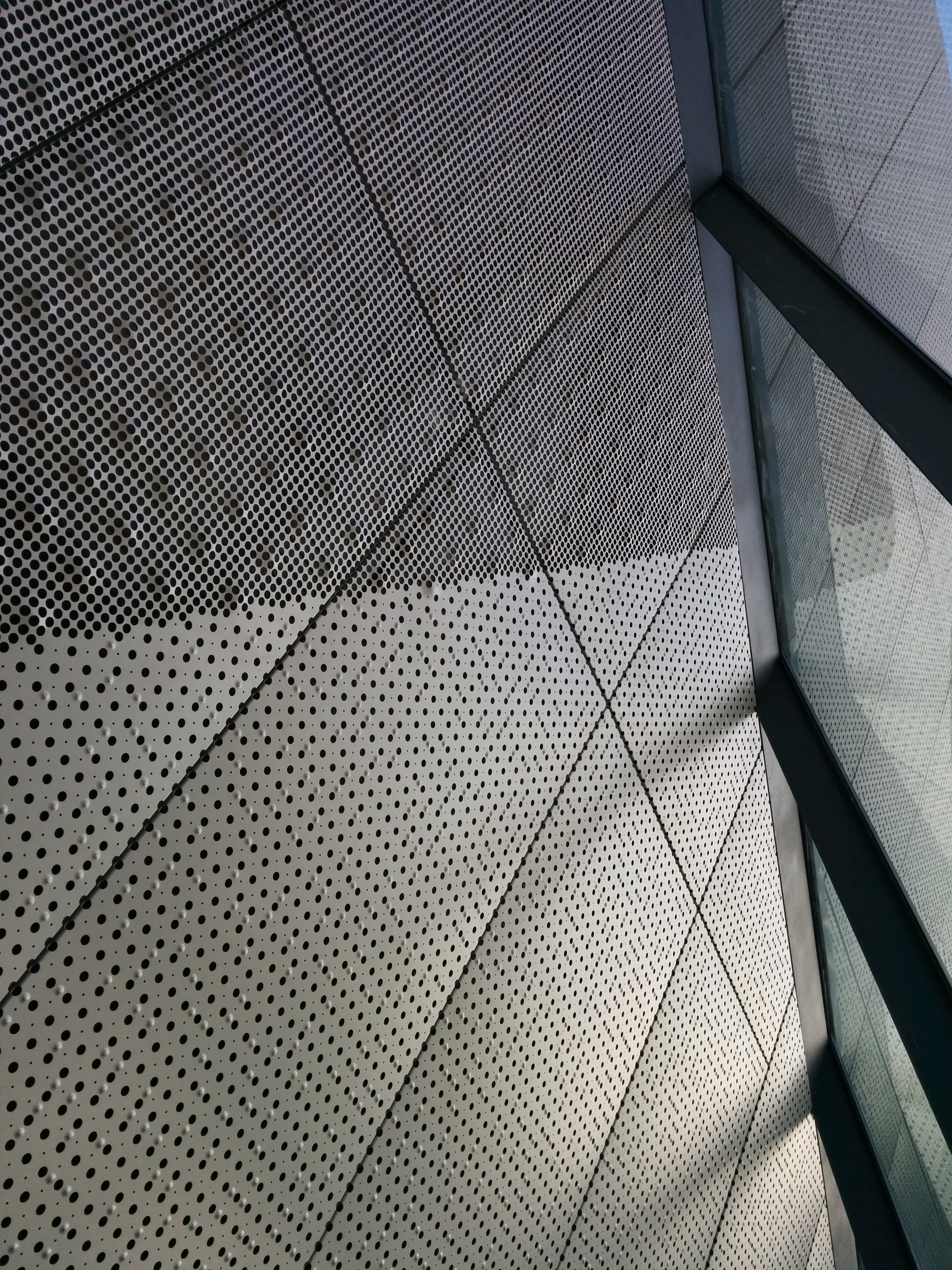
Placas de aluminio perforadas
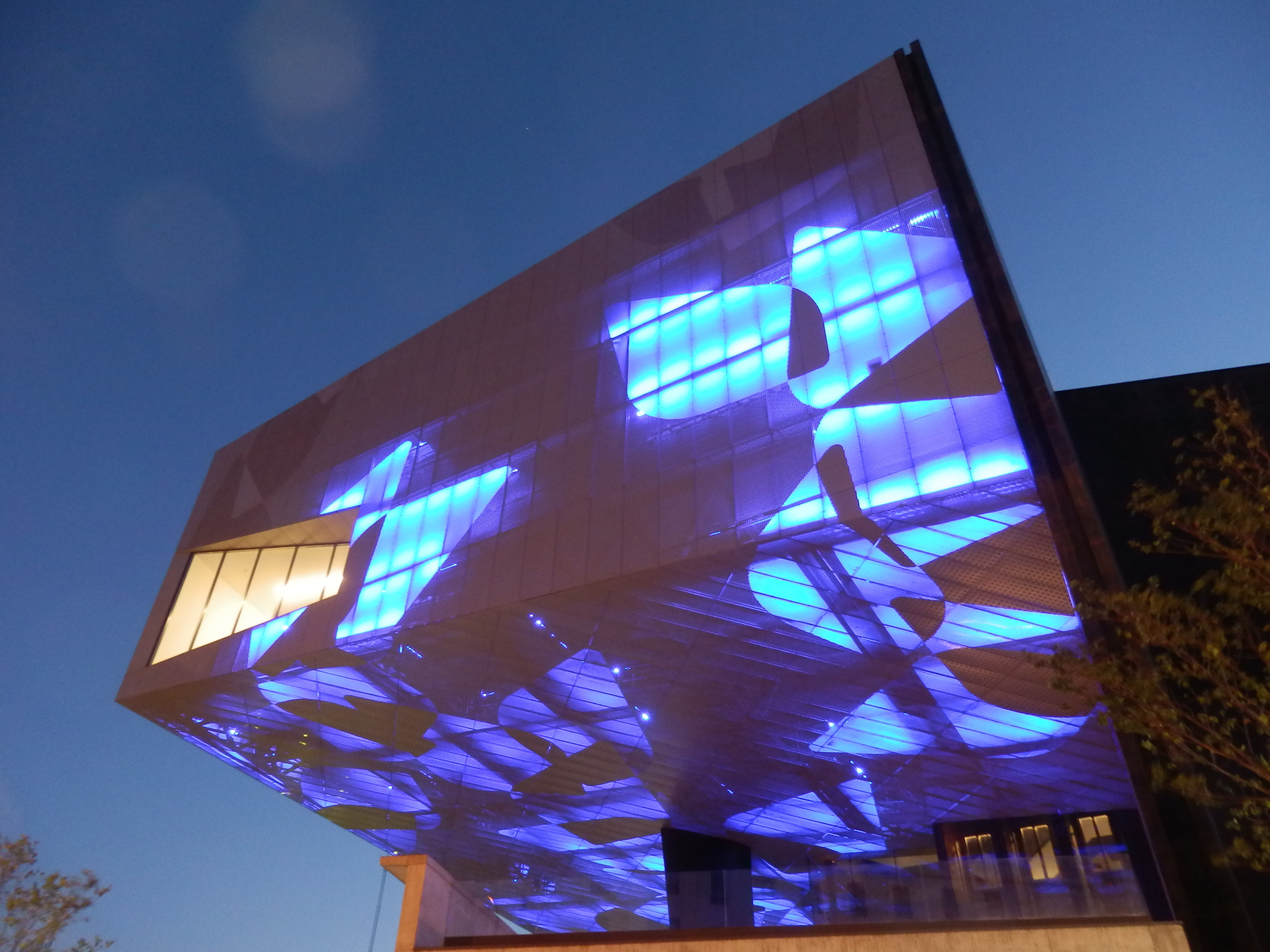
Iluminación nocturna por LEDs
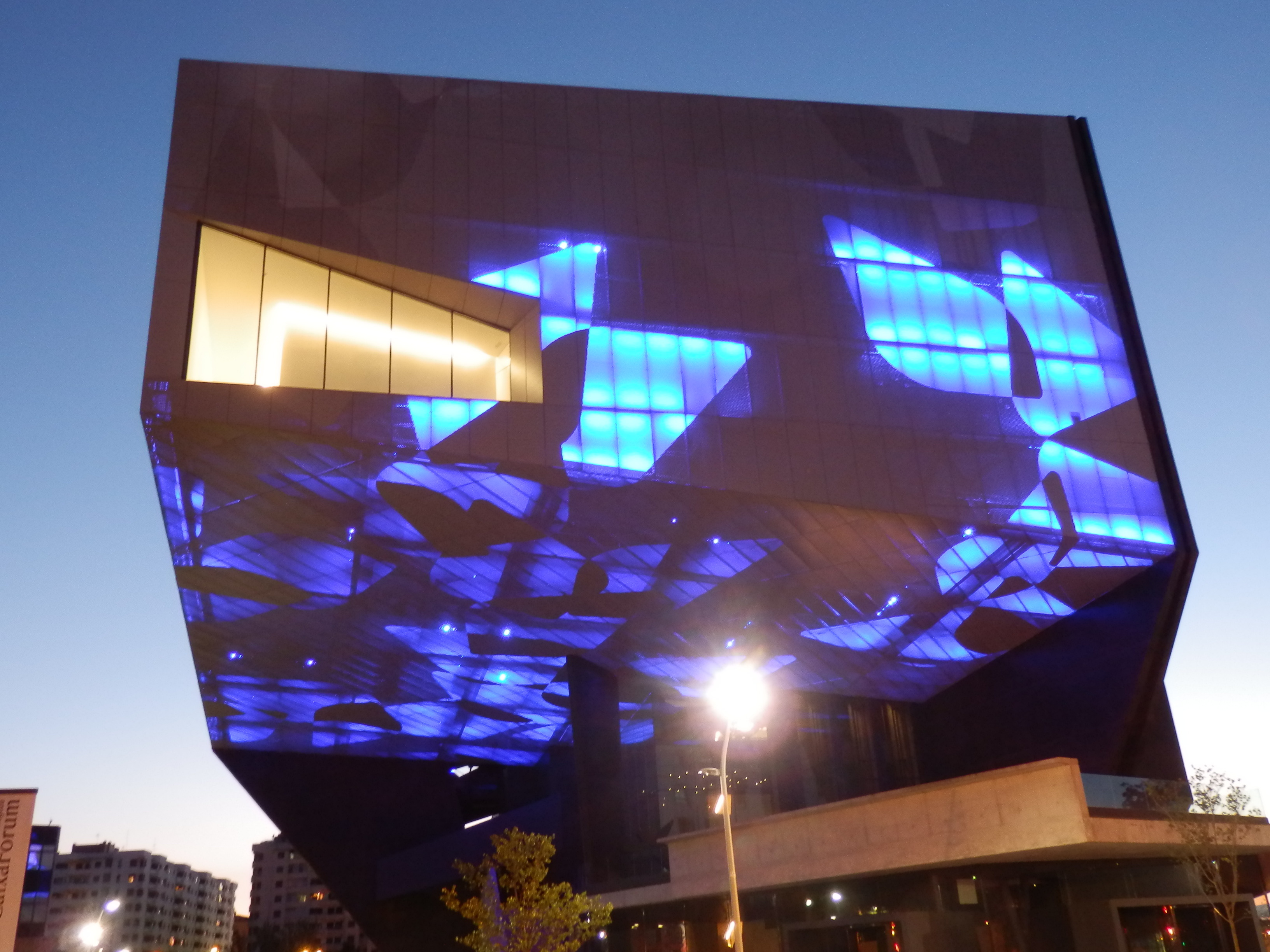
Iluminación nocturna por LEDs